# 所沢郵便局
所沢郵便局（ところざわゆうびんきょく）は埼玉県所沢市にある郵便局。民営化前の分類では集配普通郵便局であった。

## 概要
住所：〒359-8799 埼玉県所沢市並木1-3

### 併設施設
- ゆうちょ銀行所沢店（さいたま支店所沢出張所）：取扱店番号030190

## 沿革
- 1872年8月4日（明治5年7月1日） - 所沢郵便取扱所として開設[1]。
- 1875年（明治8年）1月1日 - 所沢郵便局（五等）となる[1]。
- 1883年（明治16年）4月 - 為替・貯金取扱を開始[1]。
- 1894年（明治27年）2月11日 - 所沢郵便電信局となる[1]。
- 1903年（明治36年）4月1日 - 通信官署官制の施行に伴い所沢郵便局となる[1]。
- 1964年（昭和39年）11月16日 - 宮寺郵便局から集配業務の一部[2]を移管[3]。
- 1978年（昭和53年）8月7日 - 所沢市元町から、同市所沢に局舎を新築、移転。
- 1993年（平成5年）7月1日 - 外国通貨の両替および旅行小切手の売買に関する業務取扱を開始。
- 2007年（平成19年）10月1日 - 民営化に伴い、併設された郵便事業所沢支店、ゆうちょ銀行所沢店に一部業務を移管。
- 2012年（平成24年）10月1日 - 日本郵便株式会社発足に伴い、郵便事業所沢支店を所沢郵便局に統合。

## 取扱内容

### 所沢郵便局
- 郵便、印紙、ゆうパック、内容証明
- 生命保険、バイク自賠責保険、自動車保険
- 所沢市内の一部地域の集配業務
- ゆうゆう窓口

### ゆうちょ銀行所沢店
- 貯金、貸付、為替、振替、振込、国際送金、外貨両替、トラベラーズチェック、国債、投資信託、変額年金保険、スルガ銀行の個人ローンの申込
- ATM

## 周辺

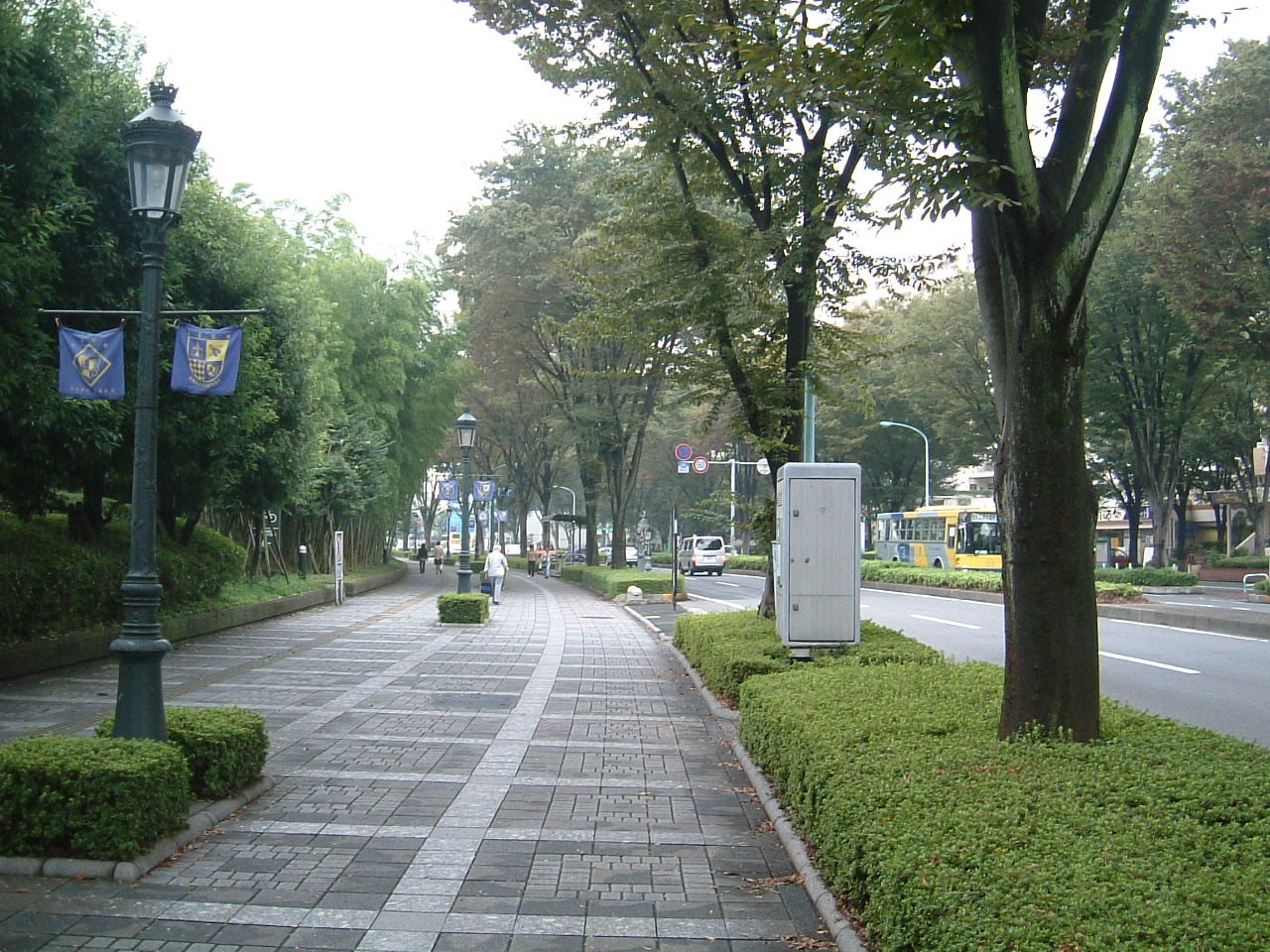
航空公園駅から局周辺の道

- 所沢市役所
- 所沢市民文化センター ミューズ
- 所沢警察署
- 所沢航空記念公園
- 防衛医科大学校・病院
- 国道463号

## アクセス
- 西武新宿線 航空公園駅（東口）から徒歩約8分
- 西武バス、ところバス 所沢市役所停留所下車
- 関越自動車道 所沢ICから西へ約6km
- 駐車場あり：18台